# Blackened death metal
Blackened death metal (também conhecido como black death metal) é um subgênero extremo de heavy metal que funde elementos de black metal e death metal.
O gênero surgiu no início dos anos 1990, quando bandas de black metal começaram a incorporar elementos de death metal e vice-versa. O gênero normalmente emprega vocal gutural, palhetada alternada, blast beats e letras e visuais satânicos. Bandas do gênero normalmente empregam Corpse Paint, após adaptado do black metal.

## Características

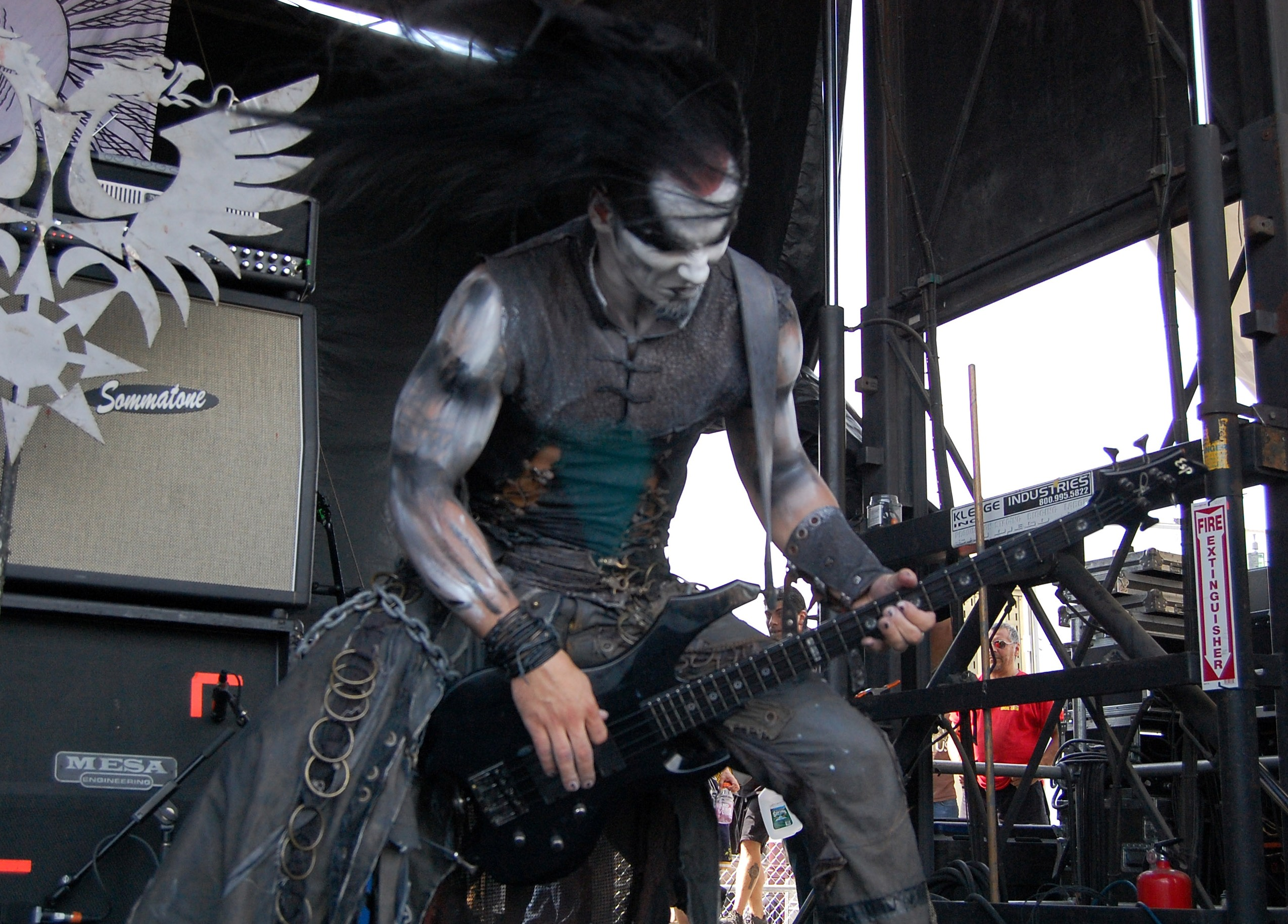
Orion, baixista do Behemoth se apresentando em 2009.

O gênero é comumente death metal que incorpora elementos musicais, líricos ou ideológicos do black metal, como um maior uso de palhetadas, temas líricos anticristãos ou satânicos e progressões de acordes semelhantes às usadas no black metal. Bandas de Black death metal também são mais propensas a usar pinturas de cadáveres e armaduras do que bandas de outros estilos de death metal. Afinações mais baixas de guitarra, guturais e mudanças abruptas de andamento são comuns no gênero. Algumas bandas de death metal enegrecido, como Goatwhore e Angelcorpse, têm influência significativa vindo até mesmo do Thrash metal.

## História
Tanto o black metal quanto o death metal evoluíram da mesma safra de bandas de metal extremo, como Dark Angel, Possessed, Kreator, Sodom, Venom, Celtic Frost e Bathory, levando a elementos comuns entre os gêneros sendo implementados. Os primeiros grupos de death metal possuindo certos elementos em comum com o black metal incluem Sepultura, Morbid Angel e Deicide. John McEntee, guitarrista e vocalista da banda de death metal Incantation, notou que ele e sua banda extraem influências do black metal. A banda seminal de black metal Darkthrone começou a tocar death metal antes de evoluir para o estilo pelo qual se tornaria conhecido.
Blasphemy cruzou o death metal com o black metal em seu primeiro álbum Fallen Angel of Doom, dando lugar ao desenvolvimento do War metal. Dissection evoluiu a partir da cena de death metal melódico de Gotemburgo, abraçando influências de black metal em sua música e ajudando a criar black death melódico graças ao álbum de 1993, The Somberlain.
O ano de 1998 viu o lançamento do álbum Pandemonic Incantations do Behemoth, marcando uma mudança estilística no som da saída da banda de um estilo black metal tradicional com temas líricos geralmente pagãos para um som mais influenciado pelo death metal com letras sobre o ocultismo e Satanás. Depois de continuar com esse estilo, seu álbum de 2000, Thelema.6, alcançou a 31ª posição nas paradas de álbuns poloneses. Muitos dos álbuns subsequentes do Behemoth continuariam nas paradas, com Demigod chegando ao número 15, The Apostasy no número 9, e Evangelion e The Satanist dividindo o número um, com vários álbuns no mundo todo. Os terceiro, quarto e quinto álbuns da banda americana Skeletonwitch alcançaram os números 151, 153 e 62, respectivamente, nas paradas da Billboard 200.
Thy Art Is Murder, uma banda que anteriormente tocava deathcore, mudou-se para um estilo mais semelhante ao blackened death metal em seu quarto álbum Dear Desolation, alcançando o topo em oito territórios diferentes, incluindo um pico de número cinco na Australian Albums Charts (ARIA Charts) e número sete no New Zealand Heatseekers Albums (Recorded Music NZ) da Nova Zelândia. Da mesma forma, Lorna Shore, de Nova Jersey, também começou a entrar no território do blackened death metal com seu segundo álbum, "Flesh Coffin".

## Divisões estilísticas

### Melodic Black Death
Melodic black-death, (também conhecido como black death metal melódico ou death black metal melódico) é um gênero de metal extremo que descreve o estilo criado quando bandas de death metal melódico começaram a ser inspiradas pelo black metal e romantismo europeu. No entanto, ao contrário da maioria dos outros black metal, essa abordagem do gênero incorporaria um senso maior de melodia e narrativa. Algumas bandas que tocaram este estilo incluem Dissection, Sacramentum, Embraced, Naglfar, God Desthroned, Satariel, Throes of Dawn, Obscurity, Dawn, o Underoath na fase do Cries of the Past, Catamenia, Midvinter, Twin Obscenity, Nokturnal Mortum, Unanimated, Epoch of Unlight, This Ending, Suidakra, Oathean, Thulcandra,  Skeletonwitch e Cardinal Sin.
O Dissection, da Suécia, evoluiu ao lado de bandas de death metal melódico como At the Gates e In Flames, construindo sobre a base musical lançada pelo death metal e incorporando melodias e harmonias de guitarra entre a brutalidade padrão do gênero. No entanto, ao contrário das outras bandas, o Dissection começou a incorporar influências do black metal em sua música, que levou ao seu álbum de estreia, The Somberlain, influenciando uma infinidade de bandas subsequentes e a Metal Injection apelidando-o de "uma das bandas de metal extremo mais importantes de todos os tempos". Os álbuns de estreia e segundo do Sacramentum, Far Away from the Sun e The Coming of Chaos, continuariam com o estilo do Dissection de death metal melódico com infusão de black metal, baseado em riffs de guitarra no meio do braço e vocais uivantes, enquanto Vinterland se apoiaria ainda mais em seus predecessores de black metal, como o Emperor da Noruega. Naglfar basearia seu som principalmente no das bandas de metal de Gotemburgo, como In Flames e Dark Tranquility, assumindo uma abordagem mais luminosa e Thrash do estilo.

### War Metal

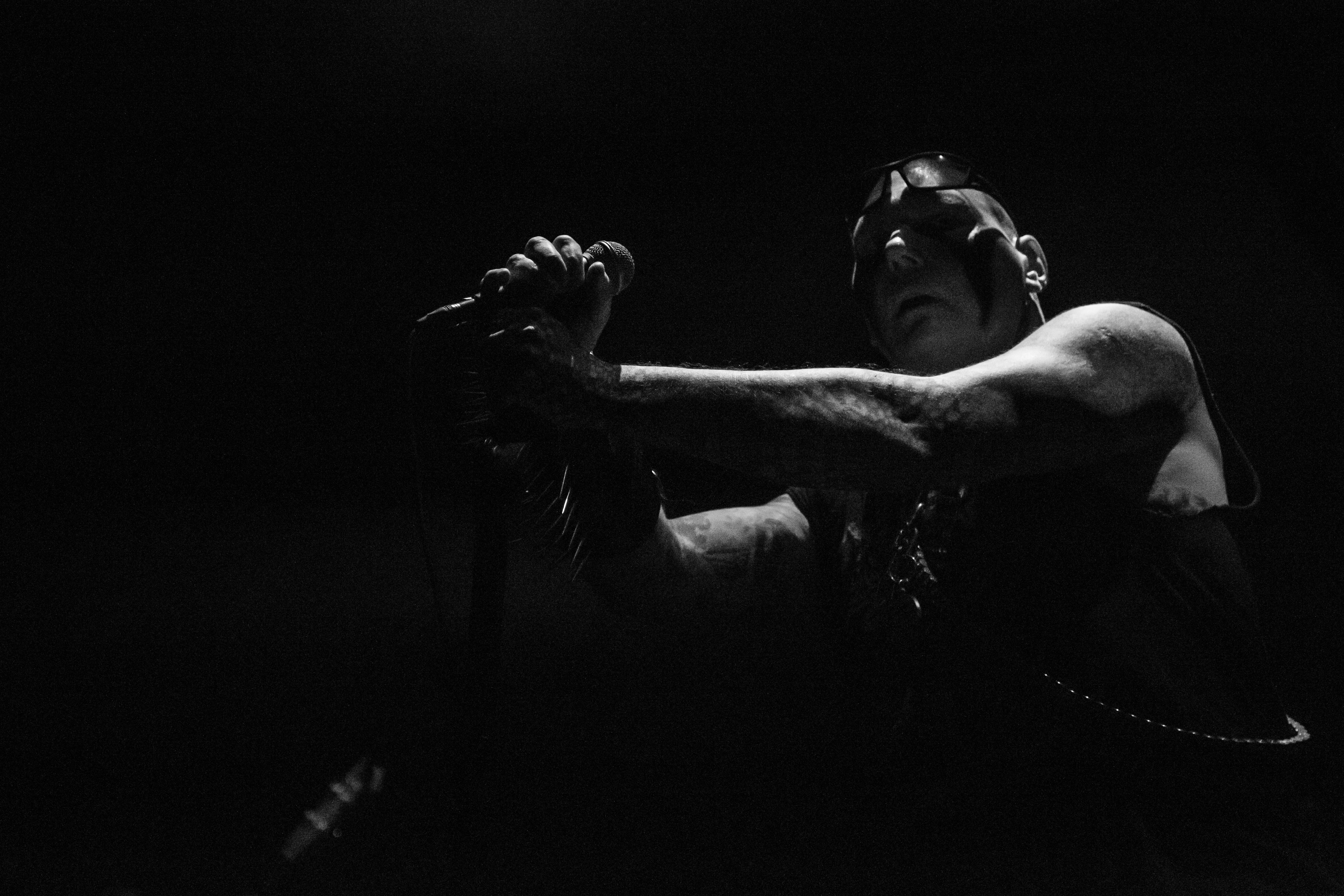
A banda pioneira de War metal Blasphemy em 2017.

War metal (também conhecido como war black metal ou black metal bestial) é um subgênero agressivo, cacofônico e caótico do Black death metal, descrito pelo jornalista da Rock Hard, Wolf-Rüdiger Mühlmann, como "raivoso" e "martelador". Influências importantes incluem a banda de black metal Sodom,   a banda de black metal / death metal Possessed , bem como bandas de grindcore, black e death metal como Repulsion, Autopsy, e as brasileiras Sarcófago com os dois primeiros lançamentos do Sepultura, Morbid Visions e Schizophrenia. Bandas de War metal incluem Blasphemy, Archgoat, Impiety, In Battle, Bestial Warlust e Zyklon-B.